# J.P. Morgan & Co.
J.P. Morgan & Co. fue una institución bancaria comercial y de inversión estadounidense fundada por J. P. Morgan en 1871. La compañía fue predecesora de tres de las instituciones bancarias más grandes del mundo, JPMorgan Chase, Morgan Stanley y Deutsche Bank (a través de Morgan, Grenfell & Co.), y participó en la formación de Drexel Burnham Lambert. A veces se hace referencia a la empresa como "House of Morgan" ("Casa de Morgan") o simplemente "Morgan".